# Andrew Justice
Andrew Justice (né le 19 janvier 1951 et mort le 17 juin 2005) est un rameur britannique.

## Biographie

### Palmarès

#### Aviron aux Jeux olympiques
- 1980 à Moscou,  Union soviétique
  -  Médaille d'argent en huit[1]